# Párek

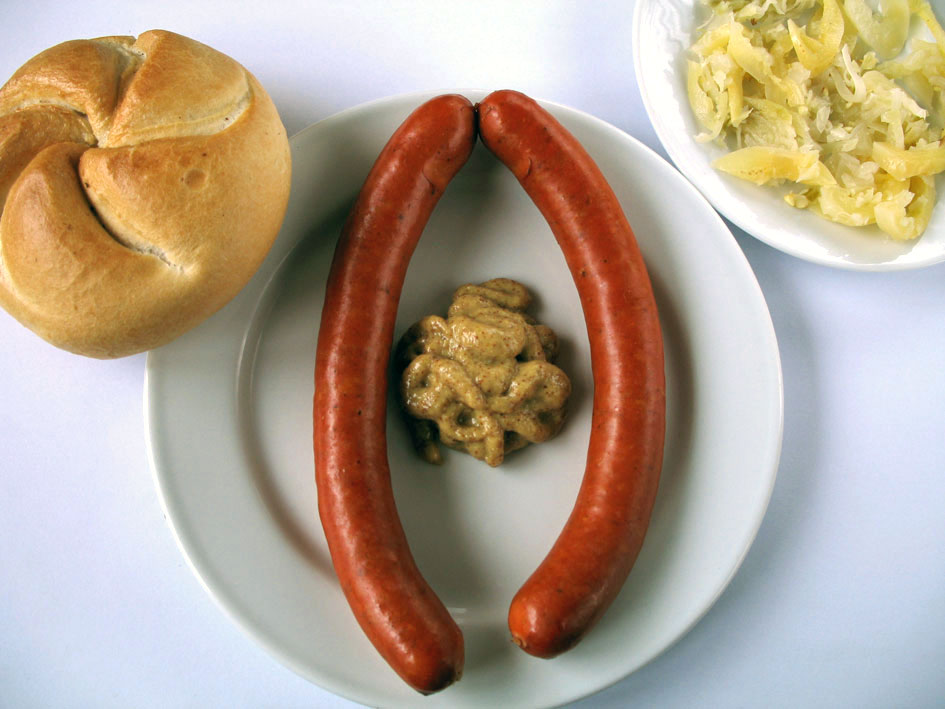
Párek s hořčicí a houskou

Párek je druh uzeniny, připravovaný z jemně mletého (deska s otvory 2 mm) vepřového, drůbežího, telecího nebo hovězího masa, dochuceného poměrně jemným kořeněním, solí, pepřem a regionálně specifickými směsmi. Tato směs, často (ale ne vždy) s přídavkem mouky, je narážena do střívka s průměrem obvykle 1 cm a přetáčeno na délku 10–20 centimetrů po dvojicích, které daly výrobku český název (párek sestává z páru nožiček). Kratší druhy se označují jako minipárky nebo koktejlové párky. Moderní průmyslová výroba vyrábí párky v souvislém pletenci, čímž původní název ztratil své opodstatnění.

## Historie
Za zemi původu párků je označováno Německo, konkrétně Frankfurt nad Mohanem, kde podle záznamů kronikáře Achilla Augusta Lersnera byly párky prodávány již v roce 1487. Dle tamních cechovních pravidel se k jejich výrobě používalo libové maso z boku (brato), které dalo výrobku jméno bratwurst. Výrobek se rychle stal oblíbeným a napodobovaným. Do Vídně zavedl jeho výrobu řezník Johan Georg Lahner roku 1805 a z Vídně se obliba párků (označovaných jako vídeňské) přenesla i do českých zemí, kde získal párek značnou oblibu zejména díky Satrapovým výrobnám ve Studené a v Kostelci u Jihlavy.
Párek se také označoval jako uzenka.
Typické kořenění párku je (kromě pepře a soli) sladkou paprikou, muškátovým oříškem a novým kořením pro jemné párky, kmínem, pálivou paprikou a někdy i česnekem pro debrecínské párky nebo bílým pepřem, muškátovým květem a muškátovým oříškem pro frankfurtské párky.

## Kuchyňská úprava
Kuchyňská úprava párků je možná ohříváním, opékáním nebo vzácněji nakládáním. Ohřívaný párek je šťavnatý, s napnutým střívkem, masově červené nebo zahnědlé barvy, na skusu soudržný, s nevýraznou mozaikou díla. Překročení optimální doby ohřívání může vést k prasknutí střívka. Obalové střívko se obvykle neloupe, s výjimkou párků v syntetickém sloupávacím (strip) střívku (vždy před ohřevem). Opečený párek by neměl vykazovat stopy tvoření „chlebové kůrky“.

## Posun kvality párků v českých zemích
Československá republika přijala po svém vzniku do legislativy rakousko-uherský potravinový kodex (Codex Alimentarius Austriacus), který dbal na kvalitu potravin. Párky, jakožto i všechny uzeniny, se vyráběly z masných složek a nemohly obsahovat jakékoli cizorodé látky s výjimkou soli, koření, vody v povoleném množství při solení nastřikováním, vitaminů či minerálních látek při povolené fortifikaci. Za druhé světové války docházelo k používání náhražek, avšak převážně živočišného původu. V poválečném období se obnovila solidní výroba, po roce 1948 byly vydány normy, které stanovovaly složení výrobků. Při nedostatku či přebytku některých druhů mas či sádla sice docházelo k občasnému porušování těchto norem, ale stále se jednalo o masný výrobek.
Podstatná změna se udála v první polovině 90. let 20. století, kdy došlo k zrušení státních a oborových norem na potraviny. Na českém trhu se začaly objevovat výrobky deklarované jako párky či klobásy, které však obsahují různé náhražky, jako je drůbeží separát, škrob, rostlinné bílkoviny (sója), mouka apod. nebo mají vysoký obsah vody, zahušťovadel, barviv a dochucovadel.